# Вирок Конституційного Трибуналу Польщі Sygn. akt K 1/20
Вирок Конституційного Трибуналу Польщі Sygn. akt K 1/20 (пол. Planowanie rodziny, ochrona płodu ludzkiego i warunki dopuszczalności przerywania ciąży) більш відомий, як «Планування сім'ї, захист людського плоду та умови допустимості переривання вагітності» — вирок Конституційного Трибуналу Польщі за яким обмежується перелік випадків, за якими дозволяється проведення аборту. Був підписаний та опублікований 22 жовтня 2020 року, спричинивши масові акції непокори серед населення та засудження з боку світової спільноти. Законодавство щодо абортів у Польщі, навіть за виключенням вказаного вироку, вважається одним із найбільш суворих в Європі. Ініціатором посилення обмежень виступили представники консервативної партії «Право і справедливість», що має більшість у сенаті. Саме вони ініціювали звернення до Конституційного Трибуналу з відповідним зверненням. Надалі, ухвалений вирок Sygn. akt K 1/20 буде розглядати Сейм Республіки Польща.

## Історія
На початку дев'яностих років, після падіння комуністичного режиму, в Польщі набирала обертів дискусія на тему допустимості абортів. Католицька церква мала надзвичайно великий вплив в країні й разом з прибічниками консерватизму виступала за повну заборону абортів. В опозицію їм виступили прибічники лівих та ліберальних сил, представники партії яких розпочали протести проти законодавчої заборони штучного переривання вагітності. В результаті вже в 1993 році було ухвалено закон про «планування сім'ї, охорону плоду та умови допустимості переривання вагітності» (пол. Planowanie rodziny, ochrona płodu ludzkiego i warunki dopuszczalności przerywania ciąży). На той час законними визнавалися наступні умови проведення аборту:
- вагітність, що загрожує життю або здоров'ю матері;
- медичним оглядом встановлено наявність у плода важкого й невідворотного дефекту чи невиліковної хвороби, яка загрожує його життю;
- вагітність, яка виникла в результаті кримінальних дій.

Як наслідок цьому закону, польське суспільство стикнулося з появою, так званого «абортивного туризму» до інших європейських країн. Додатковим негативним явищем стало виникнення в державі «абортивного підпілля». Якщо брати офіційні відомості міністерства охорони здоров'я Польщі, за 2019 рік було проведено 1116 операцій зі штучного переривання вагітності. Разом з тим, за неофіційними джерелами, кількість нелегальних абортів, які польські жінки провели за межами країни, може сягати в десятки разів більшої цифри. Умови так званого «абортивного компромісу» 1993 року не влаштовували ні одну зі сторін. Дискусії тривали досить довгий час й призвели до того, що у 2016 році депутати партії «Право і справедливість» внесли до сейму законопроєкт, яким мали на меті повністю заборонити проведення абортів через дефекти плоду з покаранням у вигляді п'ятирічного ув'язнення для жінки й лікаря. У відповідь у суспільстві виникли багатотисячні акції протесту по всій країні. Масові заворушення змусили провладну партію відмовитися від розгляду цього проєкту. Однак, вже за рік на розгляд потрапив схожий проєкт — він вже не загрожував в'язницею жінкам і лікарям, але так само забороняв аборти з причин дефектів плоду. Його розгляд затягнувся й фактично розпочався лише в квітні 2020 року. Противники посилення законодавства знову вийшли на протест через обурення, що саме цей законопроєкт почали розглядати під час пандемії коронавірусу, що ускладнює проведення масових протестів. Сейм знову був вимушений відкласти розгляд та відправити проєкт на доопрацювання. Разом з тим, 119 депутатів сейму, які представляють праві й консервативні сили, звернулися до Конституційного Трибуналу Польщі з проханням визнати неконституційним положення закону від 1993 року про допустимість проведення аборту в разі, якщо при обстеженні виявлять високу ймовірність важкого й невідворотного дефекту плода або невиліковної хвороби, яка загрожує його життю. Автори подання стверджували, що це положення фактично легалізує «євгенічні практики» щодо ще не народженої дитини й, таким чином, порушує її право на життя і гідність. Вони наголошували на тому, що Конституція Польщі захищає права людини вже з моменту її запліднення, але не народження. Відповідно, до важких дефектів плоду потрібно ставитися так само, власне як до важких хвороб людей.

## Судовий розгляд
22 жовтня 2020 року об 11:00 відбулося засідання Конституционного Трибуналу у наступному складі: Юлія Пшилембська (головуюча), Збигнев Енджеєвський, Леон Кірес, Маріуш Мушинський, Христина Павловіч, Станислав Пйотрович, Юстин Піскорський (доповідач), Петр Пшчолковський, Бартоломей Соханський, Якуб Стеліна, Войцех Сич, Міхал Варчинський, Ярослав Вирембак. Винесши вирок вони визнали неконституційним положення, яким дозволялося проведення абортів у зв'язку з тяжкою хворобою чи невідворотнім дефектом, які загрожують життю плоду. Вирок було прийнято більшістю голосів. У рішенні суду головуюча трибуналу Юлія Пшилембська заявила, що дозвіл на аборт легалізує «євгенічну практику». Оскільки Конституція Польщі гарантує захист людського життя, аборт на основі оцінки здоров'я плоду, вважається «прямо забороненою формою дискримінації». Один із суддів запитав у ініціаторів подання, чому сейм, в якому представники партії «Право і справедливість» контролює більшість, не може просто внести поправки до закону, який їх не влаштовують. Депутат Бартоломей Врублевский відповів, що будь-яке рішення сейму можна скасувати або змінити, а рішення Конституційного Трибуналу не можна скасувати законом.
Таким чином Конституційний Трибунал Польщі у вироку Sygn. akt K 1/20 ще більше обмежив перелік обставин, за якими жінки можуть легально зробити аборт. Переривання вагітності через захворювання чи нежиттєздатність ембріону визнані неконституційними. Громадянки Польщі більше не матимуть права зробити аборт навіть попри ризик народити дитину із серйозними вадами здоров'я або взагалі без шансів на виживання. Відтак легальним залишається переривання вагітності лише внаслідок зґвалтування, інцесту або ж при загрозі життю матері.
Засідання Конституційного Трибуналу супроводжувалося мітингами прибічників та противників змін до закону, що відбувалися під стінами будівлі суду. Десятки поліціянтів намагалися розвести активістів, але час від часу між ними відбувалися сутички. Жінки депутатки від лівих партій обурювалися відмовою адміністрації Конституційного Трибуналу допустити їх до засідання, противники абортів глушили їхні вимоги за допомогою потужних аудіосистем

## Наслідки
Ввечері, після оголошення вироку, тисячі поляків вийшли на акції протесту. Початково вони були точковими й виключали багатолюдні зібрання через обмеження на масові заходи на тлі коронавірусного захворювання. Однак, попри заборону, люди у Варшаві попрямували до будівлі правлячої партії «Право і справедливість» з пікетом. Ближче до півночі поліціянти були змушені застосували фізичну силу та сльозогінний газ до протестувальників, а також затримали п'ятнадцятьох протестувальників. Цьому передувало попередження силовиків за допомогою мегафонів про незаконність акції, адже столиця входить до «червоної зони» за ситуацією з коронавірусом. Потім було попередження застосування сили у разі відмови добровільно закінчити мітинг. Більшість мітингарів була затримана при спробі оточити та блокувати будинок лідера партії «Право і справедливість» — Ярослава Качинського. За повідомленням силовиків, затриманню за допомогою сльозогінного газу, передували сутички з протестувальниками, які жбурляли у поліцію каміння.

### Підтримка
Лідер правлячої партії «Право і справедливість» Ярослав Качинський у відеозверненні на сторінці Facebook наполягав на тому, що рішення Конституційного Трибуналу відповідає всім нормам Конституції країни, а протестувальників назвав прибічниками антицерковного «нігілізму». Він закликав своїх прибічників захищати польські церкви «будь-якою ціною», оскільки останні стали об'єктами нападу зі сторони протестувальників.
Матеуш Моравецький, прем'єр-міністр Польщі, поділяючи думку противників аборту, апелюючи до прибічників, говорив, що «для того, щоб право вибору, в першу чергу потрібно бути живим».
Представники правих та консервативних сил сейму вважають «тріумфом» вирок Конституційного Трибуналу".
Депутат польського сейму Томаш Зімковський заявив наступне: «Сьогодні в пам'ять про святого Іоана Павла II на його Батьківщині цивілізація Життя тріумфує над цивілізацією Смерті. 22 жовтня 2020 року увійде в історію. Ми закінчуємо з вбивством беззахисних, зі спадщиною тоталітарних режимів ХХ століття».
Юристкиня та письменниця Магдалена Кожеква-Калішук прокоментувала рішення Конституційного Трибуналу наступним чином: «Рішення про те, мати дитину чи ні, потрібно приймати до появи дитини — усвідомлюючи всі наслідки цього, тобто, наприклад, враховуючи, що в майбутньому дитина може захворіти…Вбивство дітей через підозру на їхню інвалідність визнається невідповідним конституції».

### Критика
Активісти і правозахисники, які протестують проти посилення законодавства щодо аборту, вважають, що внаслідок такого рішення Конституційного Трибуналу в країни посилиться подальше зростання «абортного підпілля», а жертвами нелегальних абортів стануть тисячі польських жінок.
Комісарка Ради Європи з прав людини Дуня Міятович засудила вирок Конституційного трибуналу Польщі, назвавши його «порушенням прав жінок» та «сумним днем для прав жінок».
Віцеспікерка Сейму Малгожата Кідава-Блонська охарактеризувала вирок, як «пекло для жінок», в той час як відомий журналіст Вітольд Гловацький назвав Польщу «першим халіфатом Європи».
Очільник Європейської народної партії Дональд Туск зазначив, що «вкидання теми абортів і рішення псевдосуду у цій справі в розпал бурхливої епідемії — це більш ніж цинізм. Це політична підлість»
Колективного листа підписали понад 800 польських медиків, в якому вони заявили наступне: «Покликання лікаря — приносити полегшення тим, хто страждає … Скасування допустимості переривання вагітності поставить лікарів у ситуацію, коли вони будуть змушені викликати або продовжувати страждання проти волі своїх пацієнток, усвідомлюючи можливі ускладнення».
Польська активістка з питань сексуального та репродуктивного здоров'я та прав людини Антоніна Левандовська заявила, що "захист закону 1993 року базується на правилах ООН, що забороняють катування, а примушення до вагітності, особливо якщо плід неправильно розвинений, є нелюдським проявом.
Європейська Комісія висловила серйозні занепокоєння тим фактом, що на їхню думку Польща порушує повагу до законності, а отже повинна отримати урізане фінансування в майбутньому.